# Juan López Sánchez
Juan López Sánchez, né le 16 janvier 1900 à Bullas (Murcia) et mort en 1972 à Madrid, est syndicaliste libertaire espagnol membre de la Confédération nationale du travail (CNT).

## Biographie
En 1930, il est le secrétaire du comité national de la Confédération nationale du travail.
En août 1931, il signe le Manifeste des Trente (avec notamment Joan Peiró et Ángel Pestaña) qui défend uns ligne définie comme « modérée » ou « possibiliste libertaire » au sein de la Confédération nationale du travail.
Il est, après Ángel Pestaña, le second secrétaire de la Fédération syndicaliste libertaire (es).

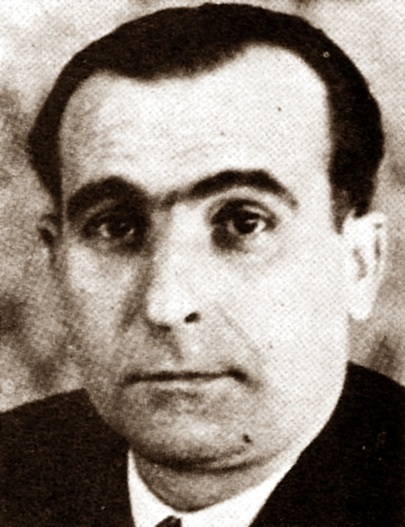
En 1936, ministre du Commerce.

Le 4 novembre 1936, la CNT décide d'entrer dans le gouvernement du Front populaire. La confédération est représentée par quatre ministres : Juan García Oliver à la Justice, Federica Montseny à la Santé, Joan Peiró à l'Industrie et Juan López Sánchez au Commerce,.
Après la défaite de la République espagnole et la retirada, il rejoint Londres où il défend une « politique de collaboration » avec les autres forces républicaines non-communistes.